# Titanoecidae
Titanoecidae este o familie de păianjeni araneomorfi, ce include 5 geuri și peste 46 de specii. Până în 1967 făceau parte din familia Amaurobiidae.

## Descriere
Speciile din acestă familie au culoare maro sau cafenie, sunt păianjeni cribellați.

## Modul de viață
Ei construiesc pânze din fire pufoase, afânate cu ajutorul cribellumului. Locuiesc în regiuni muntoase, la altitudini de peste 2000 - 3000 metri.

## Genuri
- Anuvinda Lehtinen, 1967 — India
- Goeldia Keyserling, 1891 — Mexic, America de Sud
- Nurscia Simon, 1874 — Europe, Asia
- Pandava Lehtinen, 1967 — dinSri Lanka până în China, Noua Guinee, Marquesas
- Titanoeca Thorell, 1870 — Holarctic